# Polygala exilis
Polygala exilis là một loài thực vật có hoa trong họ Polygalaceae. Loài này được DC. miêu tả khoa học đầu tiên năm 1813.